# Ángel Perucca
Ángel Perucca (ur. 19 sierpnia 1918, zm. 12 września 1981) – argentyński piłkarz, środkowy pomocnik.
Perucca karierę piłkarską rozpoczął w 1938 roku w klubie Newell’s Old Boys Rosario, gdzie zadebiutował w wygranym 4:0 meczu przeciwko Rosario Central. Po raz pierwszy w reprezentacji Argentyny zagrał 18 lutego 1940 roku w zremisowanym 2:2 meczu z Brazylią.
Jako piłkarz klubu Newell’s Old Boys wziął udział w turnieju Copa América 1942, gdzie Argentyna została wicemistrzem Ameryki Południowej. Perucca zagrał w pięciu meczach - z Paragwajem (zdobył bramkę), Brazylią (zagrał tylko w drugiej połowie, zastępując Eusebio Videlę), Ekwadorem (zdobył bramkę), Peru i Urugwajem.
Następnie wziął udział w turnieju Copa América 1945, gdzie Argentyna zdobyła tytuł mistrza Ameryki Południowej. Perucca zagrał we wszystkich sześciu meczach - z Boliwią, Ekwadorem, Kolumbią, Chile, Brazylią i Urugwajem.
Wciąż jako gracz klubu Newell’s Old Boys wziął udział w turnieju Copa América 1947, gdzie Argentyna trzeci raz z rzędu zdobyła tytuł mistrza Ameryki Południowej. Perucca zagrał w pięciu meczach - z Paragwajem, Boliwią (w 76 minucie zmienił go Néstor Rossi), Peru, Chile (w 65 minucie zmienił go Rossi) i Ekwadorem (grał tylko pierwszą połowę - w drugiej grał w jego miejsce Rossi).
Wkrótce po zakończonym turnieju kontynentalnym przeniósł się do klubu San Lorenzo de Almagro. W 1949 roku przeniósł się do Kolumbii, gdzie do końca kariery w 1951 roku grał w klubie Independiente Santa Fe. W Independiente Santa Fe rozegrał 66 meczów i zdobył 3 bramki.
Łącznie w lidze argentyńskiej Perucca rozegrał 273 mecze i zdobył 20 bramek. W reprezentacji Argentyny rozegrał 26 meczów i zdobył 2 bramki.
Perucca należy do najwybitniejszych środkowych pomocników w historii Argentyny. W okresie swej kariery powszechnie uznawano go za godnego następcę takich graczy jak Luis Monti, José Minella lub Ernesto Lazzatti. Olbrzymiej postury gracz zyskał sobie przydomek Potron de América, czyli filar Ameryki.